# Attacobius blakei
Attacobius blakei là một loài nhện trong họ Corinnidae.
Loài này thuộc chi Attacobius. Attacobius blakei được miêu tả năm 2005 bởi Bonaldo & Antonio D. Brescovit.